# Apyretina
Apyretina – rodzaj pająka z rodziny ukośnikowatych, po raz pierwszy opisany przez Stranda w 1929 roku, zawierający 5 gatunków, występujących jedynie na Madagaskarze.

## Systematyka
Opisano dotąd 5 gatunków z tego rodzaju
- Apyretina catenulata (Simon, 1903)
- Apyretina nigra (Simon, 1903)
- Apyretina pentagona (Simon, 1895)
- Apyretina quinquenotata (Simon, 1903)
- Apyretina tessera (Simon, 1903)